# 石泉市镇
石泉市镇（俄语：Подкаменское муниципальное образование）是俄罗斯联邦伊尔库茨克州谢列霍夫区所属的一个市镇。其下辖有9个居民点，行政中心为Подкаменная。据2016年统计，该市镇的人口为839人。